# Phanoperla ceylonica
Phanoperla ceylonica is een steenvlieg uit de familie borstelsteenvliegen (Perlidae). De wetenschappelijke naam van de soort is voor het eerst geldig gepubliceerd in 1975 door Kawai.